# Ollie & Jerry
Ollie & Jerry war ein US-amerikanisches Dance/Pop-Duo der 1980er Jahre. Es bestand aus dem Schlagzeuger Ollie E. Brown und dem R&B-Sänger Jerry Knight.
Da sie unter ihrem Bandnamen keinen Studioalbum veröffentlichten, sind sie nur für ihren Hit Breakin’... There’s No Stopping Us bekannt, ein danceorientierter Titel, der in den USA und im Vereinigten Königreich ein Top-10-Hit wurde. Ihr Hit war auch im Film Breakin’ zu hören und auf dem Soundtrackalbum zum Film enthalten. Das Duo gründete sich im Jahr 1984 und trennte sich bereits nach nur einem Jahr 1985, nachdem sie ihre zweite Single Electric Boogaloo veröffentlicht hatten. Da die Single kommerziell nicht erfolgreich war, wurde das Duo zu einem typischen One-Hit-Wonder.

## Geschichte
Ollie Brown und Jerry Knight arbeiteten vor der Gründung des Duos als Studiomusiker. Zu dieser Zeit war Knight ein Mitglied der R&B Gruppe Raydio. Beide gründeten im Jahr 1984 das Duo Ollie & Jerry in Los Angeles, Kalifornien und unterschrieben noch im selben Jahr einen Plattenvertrag bei Polydor Records. Das Lied Breakin’... There’s No Stopping Us war der Titellied zum Film Breakin’ (1984) und wurde als erste Single aus dem Soundtrackalbum des Filmes veröffentlicht. Das Lied wurde ein Hit und erreichte 1984 die Top Ten in den USA und den britischen Charts. Während das Lied zum Hit avancierte, sang das Duo ihren Titel in vielen TV-Shows, unter anderem bei Soul Train im amerikanischen Fernsehen. Das Soundtrackalbum feierte ebenfalls Erfolg und erreichte Platz 8 der Billboard 200-Albumcharts.
Im folgenden Jahr veröffentlichte das Duo ihre zweite Single Electric Boogaloo, der Titellied zum Film Breakin’ 2: Electric Boogaloo, der Nachfolger von Breakin’. In den britischen Charts erreichte das Lied Platz 57. Jedoch schaffte es die Single nicht in die amerikanischen Billboard Hot 100. Danach veröffentlichte das Duo keine Lieder mehr und wurde zu einem typischen One-Hit-Wonder, da die zweite Single nicht annähernd den Erfolg der ersten Single erreicht hat. Im selben Jahr 1985 trennte sich das Duo.

## Diskografie

### Singles
| Jahr | Titel Album                                         | Höchstplatzierung, Gesamtwochen, AuszeichnungChartplatzierungen (Jahr, Titel, Album, Platzierungen, Wochen, Auszeichnungen, Anmerkungen) | Höchstplatzierung, Gesamtwochen, AuszeichnungChartplatzierungen (Jahr, Titel, Album, Platzierungen, Wochen, Auszeichnungen, Anmerkungen) | Anmerkungen                        |
| Jahr | Titel Album                                         | UK | US | Anmerkungen                        |
| ---- | --------------------------------------------------- | --- | --- | ---------------------------------- |
| 1984 | Breakin’... Theres No Stopping Us Breakin’ (O.S.T.) | UK5 (11 Wo.)UK | US9 (18 Wo.)US | Erstveröffentlichung: Mai 1984     |
| 1985 | Electric Boogaloo Breakin’ 2 (O.S.T.)               | UK57 (3 Wo.)UK | — | Erstveröffentlichung: Februar 1985 |